# Alejandro Duré
Carlos Alejandro Duré Baltar (nacido el 17 de diciembre de 1970 en Gualeguaychú, Entre Ríos, Argentina) es un ex-futbolista argentino. Jugaba de delantero y su primer club fue Boca Juniors. Actualmente se desempeña como entrenador de Crucero del Norte, el club de su retiro como jugador.

## Carrera
Comenzó su carrera en 1991 jugando para Boca Juniors. Jugó para el club hasta 1992. Ese año se fue a Suiza para formar parte del AC Bellinzona, en donde se mantuvo hasta 1993. En ese año regresó a la Argentina para formar parte del plantel de Deportivo Mandiyú de Corrientes. Se mantuvo en el club hasta 1994. Ese año fue cedido a Ferro. Jugó en el club hasta 1996. Ese año partió con rumbo hacia España para formar parte de las filas del CF Extremadura, en donde jugó hasta 2001. En ese año se fue al Albacete Balompié, jugando para ese equipo hasta 2003. En ese año regresó a la Argentina para formar parte de las filas del Olimpo de Bahía Blanca, en donde estuvo ligado hasta 2004. En ese año regresó a España para formar parte por segunda vez del CF Extremadura. En 2005 regresó a la Argentina para jugar en Juventud Antoniana. Jugó para ese club hasta 2007. En ese año se fue al Gimnasia y Tiro. En 2008 se fue a Central Norte. En ese año se fue al Textil Mandiyú, en donde juega hasta 2009. Ese año se fue al Crucero del Norte. Jugó para ese club hasta 2010.

## Clubes
| Club                   | País      | Año       |
| ---------------------- | --------- | --------- |
| Boca Juniors           | Argentina | 1991-1992 |
| Bellinzona             | Suiza     | 1992-1993 |
| Mandiyú de Corrientes  | Argentina | 1993-1994 |
| Ferro Carril Oeste     | Argentina | 1994-1996 |
| Extremadura            | España    | 1996-2001 |
| Albacete               | España    | 2001-2003 |
| Olimpo de Bahía Blanca | Argentina | 2003-2004 |
| Extremadura            | España    | 2004      |
| Juventud Antoniana     | Argentina | 2005-2007 |
| Gimnasia y Tiro        | Argentina | 2007      |
| Central Norte          | Argentina | 2008      |
| Textil Mandiyú         | Argentina | 2008-2009 |
| Crucero del Norte      | Argentina | 2009-2010 |